# Ramonia malmei
Ramonia malmei är en lavart som beskrevs av Vezda. Ramonia malmei ingår i släktet Ramonia och familjen Gyalectaceae.   Inga underarter finns listade i Catalogue of Life.